# Taschendiebe (Film)
Taschendiebe ist ein deutsches Filmdrama von 1921 unter der Regie von Emil Justitz.

## Handlung
Kund, der Hauptdarsteller der Handlung, verführt Rita, eine verheiratete, junge Frau aus bester Gesellschaft. Er veranlasst die Verführte, ihm 30.000 Mark (15.000 Euro) zu überlassen. Im Besitz dieses Geldes, beginnt der Taschendieb nicht einen neuen Lebenswandel, sondern heiratet stattdessen die Tochter eines Verbrechers. Der getäuschten Frau erklärt er zynisch, dass die Heirat mit der Anderen nur zustande gekommen sei, weil sie ihm das Geld gegeben habe. Daraufhin erstattet die Hintergangene Anzeige. Der Taschendieb rächt sich, indem er dem Mann der Betrogen von seiner Verführung erzählt. Rita wird daraufhin von ihrem Mann verstoßen und aus dem Haus gewiesen, woraufhin der Taschendieb sie in ein Bordell verschleppt.

## Hintergrund
Produktionsfirma war die Firma Emil Justitz & Co. (Berlin). Der Film hatte sechs Akte (I. Akt: 438 Meter; II. Akt: 500 Meter; III. Akt: 386 Meter; IV. Akt: 364 Meter; V. Akt: 288 Meter; VI. Akt: 400 Meter), insgesamt 2.376 Meter, das entspricht ca. 116 Minuten.

## Zensurentscheid
Der Film wurde am 29. Dezember 1920 in einer Fassung von 2404 Metern verboten (Nr. 21.20). Nach umfangreichen Schnitten, der Einfügung von neuen Szenen und Personen, was auf Anraten der Oberprüfstelle erfolgte, legte Justiz [sic!] den Film am 22. Januar 1921 zur erneuten Begutachtung vor. Dabei wurden wiederum Auflagen gemacht. Insbesondere sollte dem Zuschauer nicht zu Bewusstsein kommen, dass der Taschendieb sein Opfer letztendlich in ein Bordell verschleppt. Das Verbot wurde vom Leiter der Film-Oberprüfstelle Carl Bulcke nur unter der Erfüllung der Auflagen aufgehoben, allerdings wurde ein Jugendverbot erlassen (Nr. 1153).